# 廣島Night's
廣島Night's（ひろしまないつ）は、田中宏の漫画作品に登場する架空の団体。通称「ナイツ」。
いずれも共通の世界観を持つ『BADBOYS』および『女神の鬼』に登場する広島の暴走族である。

## 概要
初代総長の小金澤務が内海鄭司と雛石顕映に対抗する為に結成したチーム。初代からの風潮として代々女好きなメンバーが集まっている。
最盛期は四代目の時代。総長の杉本博和率いる四代目「廣島Night's」は、No.1の「陴威窠斗（ビイスト）」およびNo.2の「極楽蝶（ごくらくちょう）」と並び、広島TOP3のチームとなる。
四代目解散後、五代目の総長のその後の詳細は不明。

## 初代廣島Night's
小金澤務がチームを旗揚げ。主な敵対チームは五代目「陴威窠斗」。

### 初代メンバー
小金澤 務（こがねざわ つとむ）
初代「廣島Night's」総長。通称「ガネ」。
普段はたまり場で乱交などをしており、他の抗争には静観状態である。彼女は1号（茜）から3号までいる。
五代目「陴威窠斗」の幹部・雛石顕映を特にライバル視しており、これに関連する時のみ抗争に参加する。剣道経験者であり、武器は主に木刀を使用する。
大内 光夫（おおうち みつお）
初代「廣島Night's」副総長。通称「ウッチー」。
ガネが「鎖国島」に渡った後、二代目総長を襲名。
市川（いちかわ）
初代「廣島Night's」メンバー。のちの三代目総長。

## 二代目廣島Night's
総長は大内光夫。主な敵対チームは六代目・七代目「陴威窠斗」。「FREYJA（フレイヤ）」および六代目「極楽蝶」とは友好関係にある。

### 二代目メンバー
大内 光夫（おおうち みつお）
二代目「廣島Night's」総長。
ガネの「鎖国島」行きと共に総長に就任。「陴威窠斗」の下畦勉と激闘の日々を送る。
鎖国島遠征の際には、ガネに彼女2号と彼女3号とともに木刀を届けた。なお、ガネの彼女1号（茜）には逆らえない。
「廣島Night's」メンバーの中では唯一、女たらしな描写がない人物。
市川（いちかわ）
二代目「廣島Night's」幹部。
のちの三代目総長。
土居 竜也（どい たつや）
二代目「廣島Night's」メンバー。通称「ドッチ」。
元・五代目「極楽蝶」主要メンバー。五代目総長だった佐川義が「鎖国島」に渡り、チームが六代目体制に移行した後、旧知の間柄で先輩後輩の関係にあたる大内・市川のいるナイツへと移籍。

## 三代目廣島Night's
総長は市川。

### 三代目メンバー
市川（いちかわ）
三代目「廣島Night's」総長。
周囲からはナンパ王と呼ばれる。
杉本 博和（すぎもと ひろかず）
三代目「廣島Night's」メンバー。のちの四代目総長。
ナンパ王の市川に負けじと女好きで鳴らす。

## 四代目廣島Night's
総長は杉本博和。主な敵対チームは八代目「極楽蝶」および八代目「陴威窠斗」。

### 四代目メンバー
杉本 博和（すぎもと ひろかず）
四代目「廣島Night's」総長。通称「ヒロ」。
恋人のエリカと結婚して婿養子に入る際に「博衛門尉景元」と改名。
中村 寿雄 （なかむら ひさお）
四代目「廣島Night's」幹部。四代目の初期にはヒロとともにツートップを張ったが、軟弱化するチームを嫌って脱退。
ナイツと七代目「極楽蝶」との抗争時に、ヒロと完全に袂を分かちチームの反目に回る。その後、仲間の川中陽二・岩見エイジとともに八代目「極楽蝶」の幹部として加入。